# Ken Block

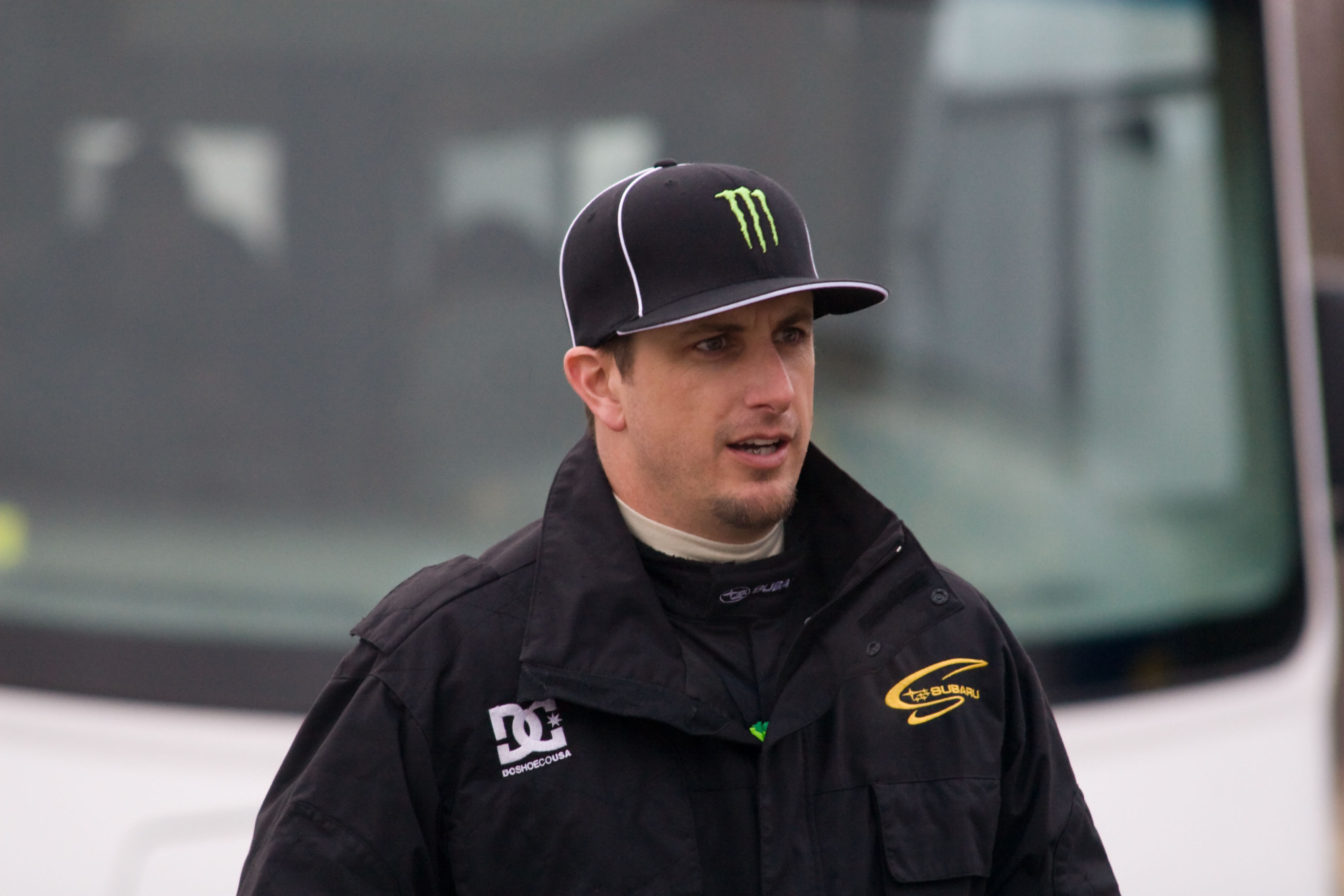
Ken Block 2008.

Kenneth "Ken" Block, född 21 november 1967 i Long Beach, Kalifornien, död 2 januari 2023 i Wasatch County, Utah, var en amerikansk rallyförare och en av grundarna av företaget DC Shoes. Block tävlade även i skateboard, snowboard, rallycross och motocross.

## DC Shoes
Ken Block grundade DC Shoes tillsammans med Damon Way 1994. De började som ett stort företag inriktade på klackskor för skateboardåkare. Ken Block tyckte att skateboardåkare, liksom andra idrottare, behövde speciella skor för att kunna tävla på en hög nivå. Märket växte och såldes till Quiksilver i maj 2004.

## Rally
Block började tävla i rally 2005 och körde fram till 2009 i det amerikanska mästerskapet, med inhopp i WRC för produktionsbilar. Han har alltid kört för Subaru. 2010 ska han dock köra för ett nystartat team, Monster Energy Drink World Rally Team (senare Hoonigan racing division) i WRC. Han ska köra en Ford Focus i WRC och en Ford Fiesta i det amerikanska mästerskapet.

## Andra aktiviteter
År 2005 deltog han i Gumball 3000 tillsammans med ett team från DC Shoes.
År 2007 använde han en rallybil till att hoppa över snowboardåkare och göra tricks med den tillsammans med DC Shoes snowboardteam på Snow Park på Nya Zeeland. Sessionen hamnade på förstasidan av december 2007-upplagan av Snowboarder Magazine och användes på dvd-filmen MTN.LAB 1.5.
År 2009 var han med i ett avsnitt av Top Gear där han bredvid James May körde sin Subaru på ett flygfält i Kalifornien.

## Privatliv
Block var gift med Lucy och hade tre barn när han avled i en snöskoterolycka 2 januari 2023.